# Mabel Wagnalls
Mabel Wagnalls Jones, nata Mabel Wagnalls (Kansas City, 20 aprile 1869 – New York, 22 marzo 1946) è stata una pianista e scrittrice statunitense.

## Biografia
Unica figlia di Adam e Anna Wagnalls, dopo essere stata educata in casa, all'età di 14 anni venne portata in Europa dalla madre per studiare il pianoforte. Dopo aver frequentato accademie a Parigi, Vienna e Berlino, fece il suo debutto nel 1889, ritornando negli Stati Uniti per suonare nell'orchestra di Theodore Thomas, con cui esordì a New York l'11 gennaio 1891. Dopo aver girato il Paese esibendosi in vari concerti, si ritirò presto dalle scene a causa della sua delle sue fragili condizioni di salute.
Dopo che la sua carriera musicale ebbe termine, iniziò a scrivere, incoraggiata anche dalla madre che le instillò questa passione già in tenera età. La sua prima opera fu Miserere, una storia breve sulla musica, tanto da avere come sottotitolo a musical story. Tra le sue altre opere, da ricordare Rosebush of a Thousand Years, ispirato dalla Rosa millenaria di Hildesheim, ovvero il racconto di una giovane ragazza che abbandona il suo bambino alle cure di un convento; dopo aver guadagnato fama e notorietà, la madre ha una trasformazione spirituale e riallaccia il rapporto con suo figlio. Sulla storia sono basati due film muti del regista George D. Baker: Rivelazione del 1918, con Alla Nazimova, Charles Bryant, Frank Currier, e La Madonna delle rose del 1924, interpretato da Viola Dana, Monte Blue e Lew Cody. Grazie ai suoi lavori, Wagnalls divenne amica intima di William Sydney Porter, meglio conosciuto come O. Henry, oltre a conoscere molti scrittori, musicisti e performer dell'epoca, come Harry Houdini ed Edwin Markham.
Nel 1920, Mabel Wagnalls sposò Richard J. Jones, professore emerito in legge presso l'Università Yale. Dopo essere rimasta vedova nel 1929 Mabel Wagnalls Jones morì nel 1946 a New York.

## Opere
- Miserere (a musical story), Funk & Wagnalls Company, New York, 1892;
- Stars of the Opera, Funk & Wagnalls Company, New York, 1899;
- The Palace of Danger: a Story of La Pompadour, Funk & Wagnalls Company, New York, 1908;
- Rosebush of a Thousand Years, Funk & Wagnalls Company, New York, 1918;
- Light in the Valley, Funk & Wagnalls Company, New York, 1925;
- The Mad Song, Funk & Wagnalls Company, New York, 1926;